# Przyrząd zgniotkowy

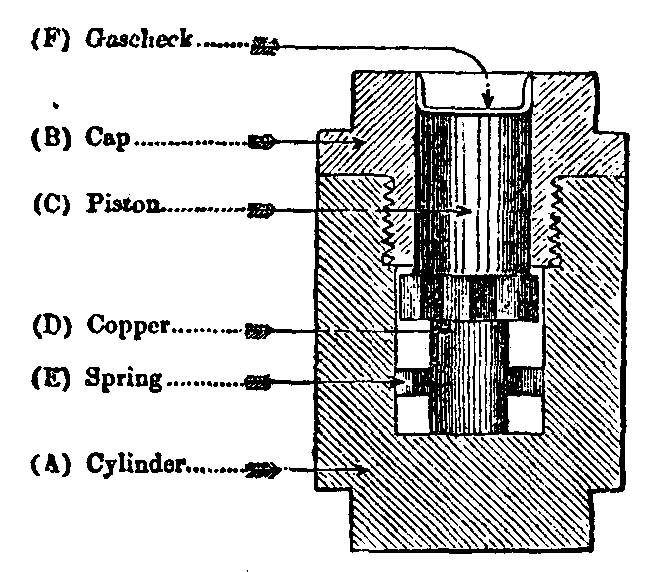
przyrząd zgniotkowy na ilustracji z Encyclopædia Britannica 1911

Przyrząd zgniotkowy – przyrząd do pomiaru ciśnienia maksymalnego. Stosowany do wyznaczania maksymalnego ciśnienia gazów w przewodzie lufy, bombie manometrycznej lub w komorze spalania silnika rakietowego. 
Przyrząd zgniotkowy wkręcany jest w odpowiednie gniazdo. W czasie wybuchu gazy naciskają na tłoczek, który zgniata plastyczną próbkę. Z wielkości odkształcenia można odczytać wartość ciśnienia maksymalnego.
Istnieją też, działające na podobnej zasadzie, przyrządy zgniotkowe wkładane do łuski i mierzące ciśnienie w czasie wystrzału.